# Archidiecezja Cotabato
Archidiecezja Cotabato, diecezja rzymskokatolicka na Filipinach. Powstała w 1950 jako prałatura terytorialna Cotabato i Sulu. W 1953 przemianowana na prałaturę Cotabato. W 1976 promowana do rangi diecezji a w 1979 – archidiecezji.

## Lista biskupów
- Gérard Mongeau, O.M.I. † (1951–1980)
- Philip Francis Smith, O.M.I. † (1980–1998)
- Orlando Quevedo, O.M.I., (1998–2018)
- Angelito Lampon, O.M.I., od  2018